# Selaginella rivalis
Selaginella rivalis är en mosslummerväxtart som beskrevs av Henry Nicholas Ridley. Selaginella rivalis ingår i släktet mosslumrar, och familjen mosslummerväxter. Inga underarter finns listade i Catalogue of Life.